# 小窃衣
小窃衣（学名：Torilis japonica）为伞形科窃衣属的植物。分布在北非、欧洲、亚洲以及中国大陆的内蒙古、全国均产、除黑龙江、新疆等地，生长于海拔150米至3,060米的地区，多生于杂木林下、林缘、路旁、河沟边以或溪边草丛，目前尚未由人工引种栽培。

## 别名
破子草（中国高等植物图鉴）、大叶山胡萝卜（河北）